# Molophilus apicidentatus
Molophilus apicidentatus är en tvåvingeart som beskrevs av Alexander 1955. Molophilus apicidentatus ingår i släktet Molophilus och familjen småharkrankar. Inga underarter finns listade i Catalogue of Life.